# Parafia Matki Bożej Królowej Polski w Krakowie (Dębniki)
Parafia Matki Bożej Królowej Polski w Krakowie – parafia rzymskokatolicki należący do dekanatu Kraków-Borek Fałęcki archidiecezji krakowskiej na Nowym Ruczaju (dawniej Kobierzyn) przy ulicy Zamiejskiej.

## Historia parafii
Arcybiskup Metropolita Krakowski książę Adam Stefan Sapieha, dekretem z 3 maja 1934 roku wydzielił z parafii św. Józefa w Podgórzu parafię obejmującą swoim zasięgiem całą wieś Kobierzyn, a dotychczasową kaplicę filialną ustanowił kościołem parafialnym. Kościołowi i parafii dał za patrona Matkę Bożą Królową Polski.
W 1989 z części tutejszej parafii, jak również z części parafii Dębniki i Borek Fałęcki wydzielona została parafia Zesłania Ducha Świętego na Ruczaju. Na prośbę proboszcza, ks. Tadeusza Szarka, w 1994, dekretem ks. kardynała Franciszka Macharskiego ustalona została stała granica między parafią na Ruczaju a parafią Matki Bożej Królowej Polski (biegnie ona ulicami: Zachodnia, Liściasta, Sąsiedzka i Magnolii).
W 1998 dekretem ks. kardynała Franciszka Macharskiego z Parafii Matki Bożej Królowej Polski wydzielony został Ośrodek Duszpasterski Matki Bożej Częstochowskiej w Szpitalu im. dra Babińskiego.
Rozbudowany kościół konsekrował 3 grudnia 2000 ks. kardynał Franciszek Macharski.
1 stycznia 2002 utworzono parafię św. Rafała Kalinowskiego (Kliny-Zacisze).
1 lipca 2011 z terenu parafii wydzielono nowo powstały przy ul. Bobrzyńskiego rektorat św. Jana Pawła II w Krakowie, z którego ksiądz kardynał Stanisław Dziwisz dnia 13 maja 2016 erygował parafię św. Jana Pawła II w Krakowie.

## Proboszczowie
- ks. Jan Lupa (1934–1968)
- ks. Zbigniew Krzystyniak (1968–1970)
- ks. Stanisław Jaworski (1970–1986)
- ks. Piotr Kałamacki (1986–1994)
- ks. Tadeusz Szarek (1994–2005)
- ks. prałat Tadeusz Dziedzic (2005–2007)
- ks. kanonik Jan Antoł (2007–2012)
- ks. Grzegorz Odrzywołek (od 2012)

## Zasięg parafii
Ulice: Babińskiego (numery parzyste),Barycza (numery parzyste), Bieniarzównej, Biesiadna, Bobrzyńskiego (osiedle Europejskie), Burgundzka, Burgundzka, Cesarza, Czerwone Maki, Druhny Hanki, Gwieździsta, Karabuły, Kobierzyńska (numery parzyste od 114, numery nieparzyste od 175), Kolista, Koszarówka, Krempy, Krumlowskiego, Kułakowskiego, Kwiecista, Liściasta (numery nieparzyste), Lubostroń, Łuczyńskiego, Macierzanki, Magnolii (numery parzyste), Normandzka, Obozowa, Obrońców Tobruku (numery nieparzyste), Piltza, Przyzby, Sąsiedzka (numery parzyste do 24, nieparzyste do 11), Skośna, Solvaya, Spychalskiego, Starca, Studzianki, Szczerbińskiego, Konopczyńskiego, Torfowa, Tymotkowa, Wandejska, Zagrodzkiego, Zalesie, Zamiejska, Zawiła (numery nieparzyste od 63), Zalesie górka, Ziobrowskiego.

## Wspólnoty parafialne
- Służba Liturgiczna Ołtarza
- Róże Żywego Różańca
- Schola dziewcząt
- Zespół Charytatywny
- Parafialna Rada Duszpasterska
- Honorowa Straż Najświętszego Serca Pana Jezusa
- Oaza Rodzin
- Parafialna świetlica dla dzieci zwana Szkołą Pokoju